# Old School
Old School (titulada Aquellas juergas universitarias en España y Aquellos viejos tiempos en Hispanoamérica) es una comedia cinematográfica estadounidense de 2003 dirigida, coescrita y coproducida por Todd Phillips. La cita está protagonizada por Luke Wilson, Will Ferrell y Vince Vaughn como tres amigos que atraviesan crisis personales y, nostálgicos por su juventud universitaria, deciden formar su propia fraternidad en la casa que Mitch (Wilson) acaba de comprar cerca del campus. Buscan revivir la diversión y las fiestas de antaño. Mitch lidera el grupo, mientras Frank (Ferrell) y Bernard (Vaughn) lo apoyan como promotores. Aunque la universidad los considera una amenaza, los tres logran recrear viejas experiencias y vivir nuevas aventuras. Old School se estrenó el 21 de febrero de 2003, recibió críticas mixtas y recaudó 87 millones de dólares en todo el mundo.

## Argumento
Al regresar temprano de un viaje de negocios, Mitch Martin, abogado de bienes raíces, encuentra a su novia Heidi organizando una orgía y rompe con ella. En la boda de su amigo Frank, Mitch causa una impresión negativa a su amor de la secundaria, Nicole, y pronto se muda a una casa cerca del campus de la Universidad Harrison en el norte del estado de Nueva York.
Su amigo Bernard organiza una exitosa fiesta de inauguración, llamada «Mitch-A-Palooza». Frank, borracho, corre desnudo frente a su esposa Marissa y sus amigas, lo que pone en tensión su reciente matrimonio, mientras que Mitch despierta en la cama con Darcie, una joven que luego descubre que es hija de su jefe y todavía está en la preparatoria. Tras una desafortunada sesión de terapia de pareja, Marissa echa a Frank de casa, y él se muda con Mitch.
Los amigos reciben la visita de Gordon Pritchard, un conocido al que solían ridiculizar y que ahora es el decano de la universidad. Les informa que la casa ha sido reclasificada como propiedad exclusivamente para uso del campus. Aprovechando una laguna legal de la universidad, Bernard convierte la casa en una fraternidad abierta a cualquiera, lo que lleva a múltiples actividades de iniciación por el campus, para disgusto de Pritchard.
Mitch sorprende al novio de Nicole, Mark, besando a otra mujer en una fiesta de cumpleaños del hijo de Bernard. Un anciano veterano de la Segunda Guerra Mundial, conocido como Blue y miembro de la fraternidad, muere de un ataque al corazón durante un encuentro con dos chicas universitarias, y Marissa le pide el divorcio a Frank.
Pritchard soborna a la presidenta del consejo estudiantil, Megan Huang, prometiéndole ingreso a la Facultad de Derecho de Columbia a cambio de revocar el estatuto de la fraternidad. Nicole enfrenta a Mitch después de que Mark miente diciendo que fue Mitch quien estaba con la mujer en la fiesta, y un encuentro con Darcie complica aún más la situación. Pritchard logra que desalojen la fraternidad, poniendo en riesgo la permanencia de sus miembros.
Mitch descubre que pueden evitar la decisión de Pritchard si todos los miembros completan diversas pruebas para demostrar su legitimidad. Frank derrota a James Carville en un debate, y la fraternidad hace trampa en un examen con ayuda de los compañeros de trabajo de Mitch. Durante la evaluación del espíritu escolar, pierden puntos cuando Frank, disfrazado de mascota de la escuela, falla al intentar atravesar un aro en llamas.
Megan enfrenta a Pritchard por no cumplir con su trato, y la fraternidad encara su último desafío atlético. Frank, gravemente quemado, da una intensa presentación de gimnasia rítmica; Bernard completa la rutina de anillas, y Weensie, un miembro con sobrepeso escogido por Pritchard, logra un aterrizaje perfecto en salto de caballo. La fraternidad gana, pero Pritchard les da una calificación reprobatoria contando la ausencia del fallecido Blue. Megan presenta una grabación en la que Pritchard admite el soborno, y tras una persecución por el campus, Frank recupera la cinta.
Pritchard es despedido y la fraternidad recupera su estatus oficial. Se mudan a la antigua casa de Pritchard. Nicole visita a Mitch cuando él deja la antigua casa de la fraternidad, revelando que terminó con Mark tras descubrirlo engañándola. Se reconcilian, y Mitch y Bernard retoman sus vidas, mientras Frank queda al mando de la fraternidad.
En una escena tras los créditos, Mark cae de un puente con su auto y aterriza sobre Pritchard, que pescaba con mosca, provocando una explosión. Frank conoce a Heidi, quien lo invita a una «reunión», y él acepta entusiasmado.

## Reparto
- Luke Wilson como Mitch «The Godfather» Martin
- Will Ferrell como Frank «The Tank» Ricard
- Vince Vaughn como Bernard «Beanie» Campbell
- Jeremy Piven como Dean Gordon «Cheese» Pritchard
- Ellen Pompeo como Nicole
- Juliette Lewis como Heidi
- Leah Remini como Lara Campbell
- Perrey Reeves como Marissa Jones
- Craig Kilborn como Mark
- Elisha Cuthbert como Darcie Goldberg
- Harve Presnell como Mr. Springbrook
- Artie Lange como Booker
- Matt Walsh como Walsh
- Patrick Fischler como Michael
- Sara Tanaka como Megan Huang
- Sarah Shahi como Erica
- Seann William Scott como Peppers
- Todd Phillips como Gang Bang Guy
- Bryan Callen como Avi, el camarero
- Snoop Dogg como él mismo
- James Carville como él mismo
- Terry O'Quinn como Goldberg
- Andy Dick como instructor de sexo oral
- Ashley Jones como Caterer
- Arthur Taxier como profesor
- The Dan Band como la banda de la boda
- Patrick Cranshaw como Joseph «Blue» Pulaski
- Jerod Mixon como Weensie
- Rick Gonzalez como Spanish
- Matthew Carey como Hatch
- Simon Helberg como Jerry
- Eddie Pepitone como Archer
- Robert Corddry como Warren
- Charles Noland como Beav
- Jesse Heiman como Budnick
- Patrick J. Adams como Patch
- Noel Guglielmi como estudiante
- Raymond Ma como Mr. Ma

## Producción
En el Festival de Cine de Sundance de 1998, Todd Phillips estrenó con gran éxito el documental Frat House, que ganó el Gran Premio del Jurado en la categoría de documental junto al codirector Andrew Gurland. Ivan Reitman, quien había producido la comedia sobre fraternidades Animal House, vio el documental y quiso colaborar con Phillips para revitalizar el género de la comedia de fraternidades. La primera película de la colaboración entre Reitman y Phillips fue la comedia de 2000 Road Trip, que también fue la primera colaboración entre el guionista Scot Armstrong y Phillips. El éxito de Road Trip impulsó a Armstrong y Phillips a proponerle a Reitman una película sobre fraternidades centrada en hombres adultos en lugar de los típicos jóvenes universitarios. Armstrong dijo: «Hay una extraña hermandad que surge cuando estás en la universidad, donde te estás descubriendo a ti mismo, y era divertido pensar en personas mayores haciéndolo».
Old School se filmó en La Crescenta-Montrose (California) y sus alrededores, del 7 de enero al 18 de marzo de 2002. Las locaciones de rodaje incluyeron Palisades High School, UCLA, USC y la Universidad de Harvard. La película se considera precursora del Frat Pack, ya que tres de sus estrellas —Vaughn, Ferrell y Wilson— son miembros esenciales de ese grupo.

## Recepción

### Taquilla
La película recaudó 17 453 216 dólares en 2689 salas durante su primer fin de semana en la taquilla estadounidense, debutando en la segunda posición, por detrás de Daredevil, que se mantenía en su segunda semana como líder. Old School alcanzó una recaudación total de 75 585 093 dólares en Estados Unidos y Canadá, y 11 550 427 dólares en mercados internacionales, sumando un total mundial de 87 135 520 dólares.

### Crítica
Old School recibió críticas mixtas. En Rotten Tomatoes, la película tiene un índice de aprobación del 60 % basado en reseñas de 164 reseñas. El consenso del sitio web afirma: «Si bien no es siempre divertida, la película tiene sus momentos». En Metacritic, tiene una puntuación de 54 sobre 100 basada en reseñas de 32 críticos, lo que indica «críticas mixtas o regulares». El público encuestado por CinemaScore le dio a la película una calificación de B+ en una escala de A a F.
Roger Ebert le dio a la película una de cuatro estrellas y escribió: «Esta no es una película divertida, aunque tiene algunas buenas escenas y un buen trabajo de Ferrell como un nudista aparentemente compulsivo». Variety la llamó «la versión más amable y gentil de Animal House de este año».

## DVD
Old School fue lanzada en formatos VHS y DVD el 10 de junio de 2003 por DreamWorks Home Entertainment, en versiones clasificada y sin censura. Posteriormente, la edición sin censura en formato Blu-ray fue editada el 16 de diciembre de 2008.

## Secuela
En 2006, el guionista Scot Armstrong elaboró una secuela titulada Old School Dos. No obstante, el proyecto fue rechazado por los protagonistas de la película original, Will Ferrell y Vince Vaughn. La trama se centraba en una fraternidad compuesta por adultos mayores que emprendía un viaje durante las vacaciones de primavera. Durante una entrevista promocional de Semi-Pro en 2008, Ferrell se refirió al proyecto, que ya se encontraba cancelado, con las siguientes palabras: «Leí el guion. Hay escenas súper divertidas, pero no sé. Creo que Vince [Vaughn] tuvo la misma reacción. Es como si estuviéramos haciendo lo mismo otra vez. Era como si fuéramos de vacaciones de primavera, pero tuviéramos que encontrar al líder de una fraternidad. Una vez más, cosas divertidas, pero solo somos nosotros, de nuevo en el ambiente de una fraternidad. Parecía que se repetía. Pero ojo, le estoy dando demasiadas vueltas».